# Plaza de Oriente

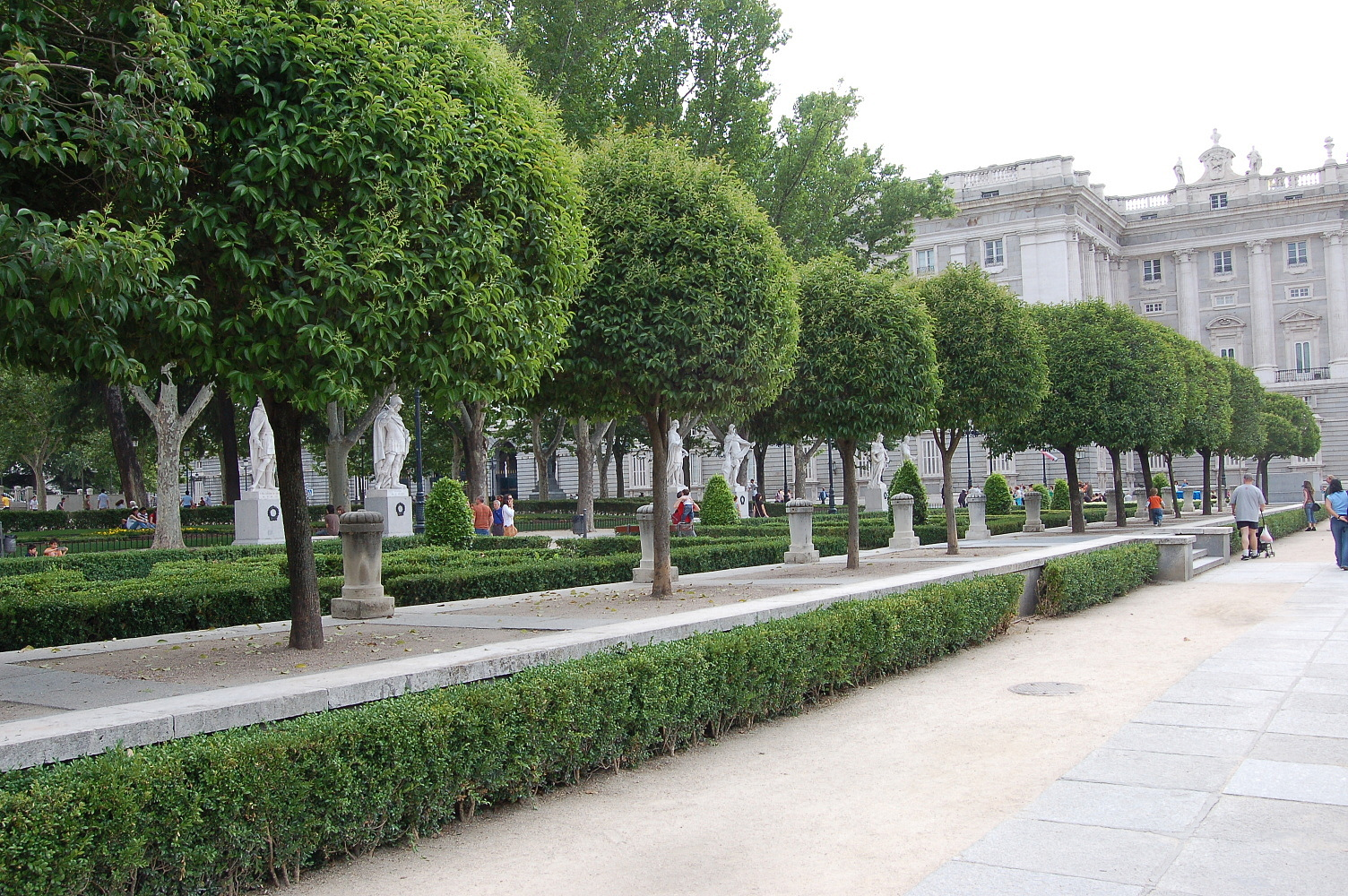
Beeldentuin van de Plaza de Oriente. Op de achtergrond het Koninklijk Paleis.

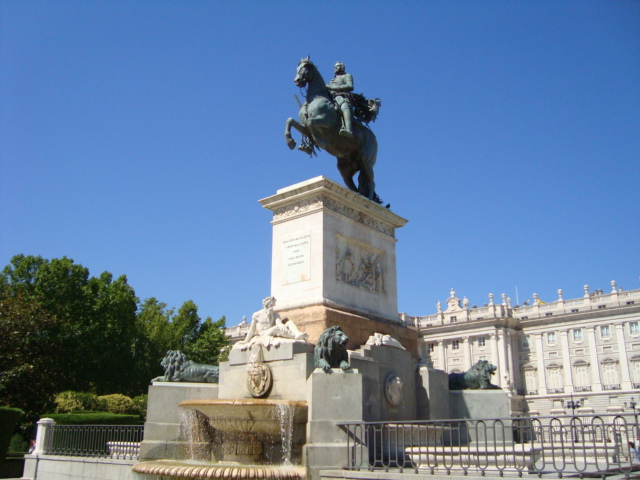
Het standbeeld van Koning Filips IV van Spanje te paard.

Het Plaza de Oriente is een plein in de Spaanse hoofdstad Madrid. Het Koninklijk Paleis, het operagebouw Teatro Real en het klooster Real Monasterio de la Encarnación liggen aan het plein.

## Beschrijving
Het plein ligt aan de westkant van het centrum van Madrid, anders dan de naam doet vermoeden (Oriente betekent "oost"). De naam refereert mogelijk aan de omstandigheid dat het plein ten oosten van het Koninklijk Paleis ligt. Het paleis wordt soms ook wel Palacio de Oriente genoemd, naar het plein.
Het Plaza de Oriente, aangelegd in de 19e eeuw, bestaat uit een centraal beeldenpark, geflankeerd door tuinen: de Jardines del Cabo Noval aan de noordzijde en de Jardines Lepanto aan de zuidzijde. In het midden van het beeldenpark staat een beeld van Koning Filips IV van Spanje te paard. Dit 17e-eeuwse beeld werd gemaakt door Pietro Tacca naar een ontwerp van Velázquez. Het was het eerste ruiterstandbeeld waarbij het paard op de achterbenen (en de staart) rustte. Tacca kreeg dit voor elkaar met advies van Galileo Galilei.
Rond het beeld van Filips IV staan een reeks beelden van middeleeuwse Spaanse koningen. Deze waren oorspronkelijk in de periode 1750-1753 gemaakt voor het Koninklijk Paleis. Het aantal beelden rond het centrale beeld van Filips IV werd in 1927 teruggebracht tot het huidige aantal van 20 beelden, in twee rijen van 10.
In de jaren 1990 werd het Plaza de Oriente gerenoveerd. De drukke straat Calle de Bailén, die langs de westkant van het plein liep, werd een tunnel in geleid, en bovenop kwam een promenade voor voetgangers. Onder het plein werd ook een ondergrondse parkeergarage aangelegd. In de parkeergarage worden de overblijfselen van een 11e-eeuwse uitkijktoren in de stadsmuur tentoongesteld. Deze Torre de los Huesos ("bottentoren"; de naam refereert aan een nabij gelegen kerkhof) werd ontdekt tijdens de renovatie van het plein.